# Tesserantha connectens
Tesserantha connectens (Haeckel, 1880) è una specie di cnidari della famiglia monospecifica Tesseranthidae.
Le Tesseranthidae sono note unicamente attraverso i lavori di Ernst Haeckel, da quattro esemplari raccolti dalla spedizione Challenger.

## Descrizione
La  T. connectens, secondo la descrizione di Haeckel, si distingue per la peculiare forma conica e dai tentacoli senza nematocisti sulla punta e dall'assenza di lobi marginali. Le meduse  T. connectens non sarebbero neanche fissate ad un substrato roccioso, come tutte le altre specie di Stauromedusae, ma nuoterebbero liberamente. Queste caratteristiche hanno fatto dubitare sin dal principio la loro vicinanza alle stauromeduse.
L'anatomia della specie è semplice: un unico anello muscoloso circolare corre lungo la subombrella, non diviso in sezioni, senza gambo per ancorarsi ad un substrato solido e senza nematocisti alla punta dei 16 tentacoli. La cavità gastro-vascolare è divisa in quattro sacche gastriche con numerosi cirri gastrici. Quattro sono anche le gonadi, a forma di ferro di cavallo. Le dimensioni della medusa adulta sono di 9 mm di lunghezza dell'ombrella, per 6 mm di diametro.

## Tassonomia
La classificazione della  T. connectens è dubbia: per questo motivo viene attualmente considerata incertæ sedis. Malgrado ciò, alcune classificazioni conservano la sistematica indicata da Haeckel nel 1880, piazzando la T. connectens fra le stauromeduse.